# Хамлин Гарланд
Ханибал Хамлин Хамлин Гарланд (на английски: Hamlin Garland) е американски писател на романи и разкази за трудолюбивите фермери от американския Среден Запад, поет, есеист и психолог.

## Биография и творчество
Роден е на 14 септември 1860 г. във ферма близо до Западен Салем, Уисконсин, САЩ. Той е 2-рото от 4-те деца на Ричард Гарлин и Шарлот Макинтос. Кръстен е на Ханибал Хамлин, кандидат за вицепрезидент на Абрахам Линкълн. В периода 1876 – 1881 г. учи в семинарията „Сидър Вали“, Осаж, Айова.
В периода 1882 – 1983 г. преподава в училище в окръг Грънди, Охайо. През 1883 – 1984 г. е частен учител в окръг Макфърсън, Дакота. В периода 1884 – 1991 г. е студент, а после и преподавател в Бостънското училище по ораторско изкуство в Масачузетс.
През 1991 г. се посвещава на писателската си кариера. За произведенията си прави задълбочени проучвания в обществената библиотека. През 1899 г. се жени за Зулайм Тафт, сестрата на скулптора Лорадо Тафт. Имат две дъщери. Живеят в Чикаго от 1893 до 1916 г., в Ню Йорк от 1916 до 1930 г. и в Лос Анджелис от 1930 до 1940 г.
Първият му успех като писател идва през 1891 г. със сборника Main-Travelled Roads с разкази. Този сборник и много от творбите му са основани на периода от живота му, когато е живял време във ферма между Осаж и Сейнт Ансгар, Айова.
Пише поредица от биографии на Юлисис Грант в списание „Маклър“, които публикува в книга през 1898 г. През същата година Гарланд пътува до Юкон, за да отрази „златната треска“ в Клондайк в The Trail of the Gold Seekers през 1899 г.
През 1917 г. публикува автобиографията си A Son of the Middle Border. Успехът ѝ предизвика продължението A Daughter of the Middle Border през 1921 г. С тях печели наградата „Пулицър“ за биография през 1922 г. После пише още 2 тома по дневника си.
Гарланд става известен писател и има много приятели в литературните кръгове. Става член на Американската академия за изкуства и литература през 1918 година. Удостоен е с отличието „доктор хонорис кауза“ от Университета на Уисконсин, Медисън през 1926 г., от Северозападния университет в Еванстън, Илинойс през 1933 г. и от Университета на Южна Калифорния, Лос Анджелис през 1937 г.
През 1929 г. посвещава последните си години, за да разследва психически явления – занимание, което започва през 1891 г. В последната си книга The Mystery of the Buried Crosses защитава тези феномени и се опитва да докаже легитимността на медиумите.
Хамлин Гарланд умира на 4 март 1940 г. в Холивуд, а 3 дни по-късно е траурната церемония в Глендейл, Калифорния. Урната с праха му е погребана в гробището „Нешонок“ в Западен Салем, Уисконсин. Родната му къща е превърната в музей.

## Произведения

### Самостоятелни романи
- Main-Travelled Roads (1891)
- Jason Edwards: An Average Man (1892)
- A Member of the Third House (1892)
- A Little Norsk (1892)
- A Spoil of Office (1892)
- Prairie Folks (1893)
- Prairie Songs (1893)
- Crumbling Idols (1894)
- Rose of Dutcher's Coolly (1895)
- Wayside Courtships (1897)
- The Spirit of Sweetwater (1898)
- Boy Life on the Prairie (1899)
- The Trail of the Gold Seekers (1899)
- The Eagle's Heart (1900)
- Her Mountain Lover (1901)
- The Captain of the Gray-Horse Troop (1902)
- Hesper (1903)
- The Light of the Star (1904)
- The Tyranny of the Dark (1905)
- Witch's Gold (1906)
- The Long Trail (1907)
- Money Magic (1907)
- The Shadow World (1908)
- The Moccasin Ranch (1909)
- Cavanagh, Forest Ranger (1910)
- Other Main-Travelled Roads (1910)
- Victor Ollnee's Discipline (1911)
- The Forester's Daughter (1914)
- They of the High Trails (1916)
- A Pioneer Mother (1922)
- The Book of the American Indian (1923)
- The Westward March of American Settlement (1927)
- Prairie Song and Western Story (1928)
- Iowa, O Iowa (1935)
- Joys of the Trail (1935)
- Forty Years of Psychic Research (1936)
- The Mystery of the Buried Crosses (1939)

### „Средна граница“ (Middle Border), мемоари
1. A Son of the Middle Border (1917)
2. A Daughter of the Middle Border (1921)
3. Trail-Makers of the Middle Border (1926)
4. Back-Trailers from the Middle Border (1928)

### Документалистика (мемоари и биографии)
- Ulysses S. Grant: His Life and Character (1898)
- Roadside Meetings (1930)
- Companions on the Trail (1931)
- My Friendly Contemporaries (1932)
- Afternoon Neighbors (1934)